# Trick Williams
 (août 2024).
La mise en forme du texte ne suit pas les recommandations de Wikipédia : il faut le « wikifier ».
Les points d'amélioration suivants sont les cas les plus fréquents. Le détail des points à revoir est peut-être précisé sur la page de discussion.
- Les titres sont pré-formatés par le logiciel. Ils ne sont ni en capitales, ni en gras.
- Le texte ne doit pas être écrit en capitales (les noms de famille non plus), ni en gras, ni en italique, ni en « petit »…
- Le gras n'est utilisé que pour surligner le titre de l'article dans l'introduction, une seule fois.
- L'italique est rarement utilisé : mots en langue étrangère, titres d'œuvres, noms de bateaux, etc.
- Les citations ne sont pas en italique mais en corps de texte normal. Elles sont entourées par des guillemets français : « et ».
- Les listes à puces sont à éviter, des paragraphes rédigés étant largement préférés. Les tableaux sont à réserver à la présentation de données structurées (résultats, etc.).
- Les appels de note de bas de page (petits chiffres en exposant, introduits par l'outil «  Source ») sont à placer entre la fin de phrase et le point final[comme ça].
- Les liens internes (vers d'autres articles de Wikipédia) sont à choisir avec parcimonie. Créez des liens vers des articles approfondissant le sujet. Les termes génériques sans rapport avec le sujet sont à éviter, ainsi que les répétitions de liens vers un même terme.
- Les liens externes sont à placer uniquement dans une section « Liens externes », à la fin de l'article. Ces liens sont à choisir avec parcimonie suivant les règles définies. Si un lien sert de source à l'article, son insertion dans le texte est à faire par les notes de bas de page.
- La présentation des références doit suivre les conventions bibliographiques. Il est recommandé d'utiliser les modèles {{Ouvrage}}, {{Chapitre}}, {{Article}}, {{Lien web}} et/ou {{Bibliographie}}. Le mode d'édition visuel peut mettre en forme automatiquement les références.
- Insérer une infobox (cadre d'informations à droite) n'est pas obligatoire pour parachever la mise en page.

Pour une aide détaillée, merci de consulter Aide:Wikification.
Si vous pensez que ces points ont été résolus, vous pouvez retirer ce bandeau et améliorer la mise en forme d'un autre article.
Matrick Mondre Belton (né le 26 mai 1994 à Columbia (Caroline du Sud)) est un ancien joueur de football américain et un catcheur (lutteur professionnel) américain. Il travaille à la World Wrestling Entertainment, dans la division NXT et la Total Nonstop Action Wrestling, sous le nom de Trick Williams. Il est l'actuel champion du monde de la TNA.

## Carrière de footballeur américain
Belton joue au football américain universitaire pour les Pirates de Hampton en 2013 avant de jouer pour les Gamecocks de la Caroline du Sud de 2014 à 2016. Il capte au total 11 passes pour 121 yards au cours de sa carrière universitaire, toutes survenues en 2015. En 2017, il n'est pas drafté et devient à l'automne entraîneur adjoint et stagiaire-enseignant à l'Airport High School de West Columbia, en Caroline du Sud. Il joue ensuite dans la Spring League en 2018 et participe au minicamp des recrues des Eagles de Philadelphie en mai 2018.

## Carrière de catcheur

### World Wrestling Entertainment (2021-...)

#### Débuts àNXT, Trick Melo Gang et champion Nord-Américain deNXT(2021-2024)
Le 24 février 2021, il signe officiellement avec la World Wrestling Entertainment.
Le 14 septembre à NXT 2.0, il fait ses débuts dans le show jaune en tant que Heel, sous le nom de Trick Williams, forme officiellement un duo appelé Trick Melo Gang avec Carmelo Hayes et les deux catcheurs attaquent Duke Hudson. 
Le 5 octobre à NXT, il dispute son premier match aux côtés de son nouveau partenaire, mais ils ne remportent pas les titres par équipes de NXT, battus par MSK (Nash Carter et Wes Lee) dans un Fatal 4-Way Elimination Tag Team match qui inclut également BJ-JB (Brooks Jensen et Josh Briggs) et Grizzled Young Veterans (James Drake et Zack Gibson). 
Le 5 juillet 2022 à NXT: The Great American Bash, il dispute son premier match solo et bat Wes Lee. 
Le 4 avril 2023 à NXT, son partenaire et lui effectuent un Face Turn, car Bron Breakker effectue un Heel Turn en portant une Clothesline au premier, alors que les deux catcheurs montraient du respect mutuel l'un envers l'autre et s'étaient échangés une poignée de mains.
Le 30 septembre à NXT No Mercy, il devient le nouveau champion Nord-Américain de NXT en battant "Dirty" Dominik Mysterio, avec Dragon Lee comme arbitre spécial du match, et remporte le titre pour la première fois de sa carrière. 
Trois soirs plus tard à NXT, il ne conserve pas sa ceinture, battu par son même adversaire dans un match revanche, ce qui met fin à un règne de 3 jours. Le 9 décembre à NXT Deadline, il remporte le Men's Iron Survivor Challenge en battant Tyler Bate, Bron Breakker, Dijak et Josh Briggs pour devenir aspirant no 1 au titre de NXT.
Le 4 février 2024 à NXT Vengeance Day, Carmelo Hayes et lui ne deviennent pas aspirants no 1 aux titres par équipes de NXT, battus par The Wolf Dogs (Baron Corbin et Bron Breakker) en finale du tournoi Dusty Rhodes Tag Team Classic. À la fin de la soirée, il ne remporte pas le titre de NXT, battu par Ilja Dragunov. Après le combat, son désormais ex-partenaire effectue un Heel Turn, car ce dernier se retourne contre lui et frappe sa jambe blessée avec une chaise. Le 5 mars à NXT: Roadblock, il fait son retour de blessure et se venge sur son ancien frère en l'attaquant.
Le 6 avril à NXT Stand & Deliver, il bat son ancien équipier.

#### Double champion deNXTet champion du monde la TNA (2024-...)
Le 23 avril à NXT Spring Breakin', il devient le nouveau champion de NXT en prenant sa revanche sur le catcheur russe, remporte le titre pour la première fois de sa carrière et son second titre personnel. Le 9 juin à NXT Battleground, il conserve son titre en battant Ethan Page.
Le 7 juillet à NXT Heatwave, il ne conserve pas sa ceinture, battu par son même adversaire dans un Fatal 4-Way match qui inclut également Je'Von Evans et Shawn Spears.
Le 1er octobre à NXT, il redevient champion de NXT, pour la seconde fois, en prenant sa revanche sur Etan Page avec CM Punk comme arbitre spécial. 
Le 7 janvier 2025 à NXT: New Year's Evil, il ne conserve pas sa ceinture, battu par Oba Femi dans un Triple Threat match qui inclut également Eddy Thorpe. Le 15 février à NXT Vengeance Day, il perd face à son précédent dernier adversaire dans un Strap match. 
Le 19 avril à NXT Stand & Deliver, il ne remporte pas la ceinture, rebattu par son même adversaire dans la même stipulation qui inclut également Je'Von Evans. 10 soirs plus tard à NXT, il effectue un Heel Turn et insulte le champion du monde la TNA, Joe Hendry. Le 25 mai à NXT Battleground, il devient le nouveau champion du monde de la TNA en battant son nouvel adversaire, remporte le titre pour la première fois de sa carrière et devient le premier catcheur de la WWE à gagner une ceinture d'une autre compagnie.

### Total Nonstop Action Wrestling (2025-...)
Le 27 avril à Rebellion, il fait ses débuts à la Total Nonstop Action Wrestling et attaque Joe Hendry qui venait de conserver son titre mondial contre Ethan Page et Frankie Kazarian dans un 3-Way match. Le 25 mai à NXT Battleground, il devient le nouveau champion du monde en battant son nouvel adversaire, remporte le titre pour la première fois de sa carrière et devient le premier catcheur de la WWE à gagner une ceinture d'une autre compagnie. Le 23 mai à Under Siege, Frankie Kazarian et lui perdent face à Elijah et son même opposant. Le 6 juin à Against All Odds, il conserve son titre en prenant sa revanche sur son précédent premier adversaire.
Le 20 juillet à Slammiversary, il conserve son titre en rebattant Joe Hendry et en battant Mike Santana dans un 3-Way match.

## Vie privée
Il est en couple avec la catcheuse de NXT, Lash Legend.

## Palmarès
- Pro Wrestling Illustrated
  - Classé n°213 parmi les 500 meilleurs lutteurs en simple du PWI 500 en 2023 [30]
- WWE
  - Championnat de NXT (2 fois)
  - Championnat nord-américain NXT (1 fois)[31]
  - Iron Survivor Challenge masculin (2023)
  - 1 fois TNA World Champion

## Récompenses des magazines
- Pro Wrestling Illustrated

| Année | 2023 | 2024 |
| ----- | ---- | ---- |
| Rang  | 213  | 28   |